# Mimodesisa albofasciculata
Mimodesisa albofasciculata là một loài bọ cánh cứng trong họ Cerambycidae.